# Gretchen Whitmer
Gretchen Esther Whitmer (ur. 23 sierpnia 1971 w Lansing) – amerykańska prawniczka oraz polityczka związana z Partią Demokratyczną, gubernator stanu Michigan.
Absolwentka Uniwersytetu Stanu Michigan. Członkini Izby Reprezentantów stanu Michigan w latach 2001–2006 oraz Senatu stanu Michigan w latach 2006–2015. W 2015 roku była wykładowcą na Uniwersytecie Stanu Michigan, w latach 2015–2016 pracowała w Gerald R. Ford School of Public Policy oraz w Dickinson Wright’s Lansing House. W 2016 roku pełniła funkcję prokuratora Hrabstwa Ingham, gubernator stanu Michigan od 2019 roku, współprzewodnicząca kampanii prezydenckiej Joe Bidena w 2020 roku.

## Życiorys

### Lata młodzieńcze i edukacja
Gretchen Whitmer urodziła się w 1971 roku jako najstarsze dziecko dwojga prawników. Jej ojciec był szefem Departamentu Gospodarki stanu Michigan, natomiast matka – asystentką Prokuratora Generalnego Michigan. Jej matka była demokratką, a ojciec – republikaninem. Jej rodzice rozwiedli się gdy miała 10 lat. Z rodzeństwem i z matką przeniosła się do Grand Rapids. Ukończyła Forest Hills Central High School w 1989 roku. Otrzymała tytuł licencjata w dziedzinie komunikacji na Uniwersytecie Stanu Michigan w 1993 roku oraz tytuł Juris Doctor nauk prawnych na Michigan State University College of Law w 1998 roku. W latach 1998–2000 pracowała jako prawnik w Dickinson Wright’s Lansing House.

### Kariera polityczna

#### Izba Reprezentantów stanu Michigan, Senat stanu Michigan oraz kariera zawodowa
W 2000 roku zdobyła mandat członkini Izby Reprezentantów Michigan. Uzyskała reelekcję w wyborach w 2002 roku i 2004 roku. W 2006 roku została członkinią Senatu Michigan. Uzyskała reelekcję w wyborach w 2010 roku. W 2011 roku została wybrana przez senatorów Partii Demokratycznej liderką mniejszości, zostając tym samym pierwszą kobietą będącą liderką jakiejkolwiek frakcji w Senacie stanu Michigan. Pełniła tę funkcję do 2015 roku. W 2013 roku, podczas debaty nt. aborcji, poinformowała, że w 1989 roku została napadnięta na tle seksualnym. Z powodu dwukadencyjności senatorów stanu Michigan nie wystartowała w wyborach w 2014 roku i przestała być senatorką stanu Michigan w 2015 roku.
W 2015 roku pracowała jako wykładowca na Michigan State University. W latach 2015–2016 pracowała w Gerald R. Ford School of Public Policy.

#### ProkuratorHrabstwa Ingham
11 maja 2016 poinformowano, że sędziowie 30. Sądu Okręgowego stanu Michigan jednogłośnie podjęli decyzję o powołaniu Gretchen Whitmer na prokuratora Hrabstwa Ingham. Mandat objęła z powodu konieczności dokończenia kadencji Stuarta Dunningsa III, aresztowanego 14 marca i oskarżonego o dziesięciokrotne odbycie stosunku seksualnego z prostytutkami, sutenerstwo oraz o czterokrotne umyślne zaniedbanie obowiązków. Złożyła przysięgę 21 czerwca, a miesiąc później zaczęła pełnić tę funkcję. Podczas zaprzysiężenia poinformowała, że jej najwyższym priorytetem będzie ustalenie, czy jakikolwiek inny urzędnik wiedział o domniemanych przestępstwach Dunningsa. 31 grudnia 2016 odeszła z urzędu.

#### Gubernatorstwo

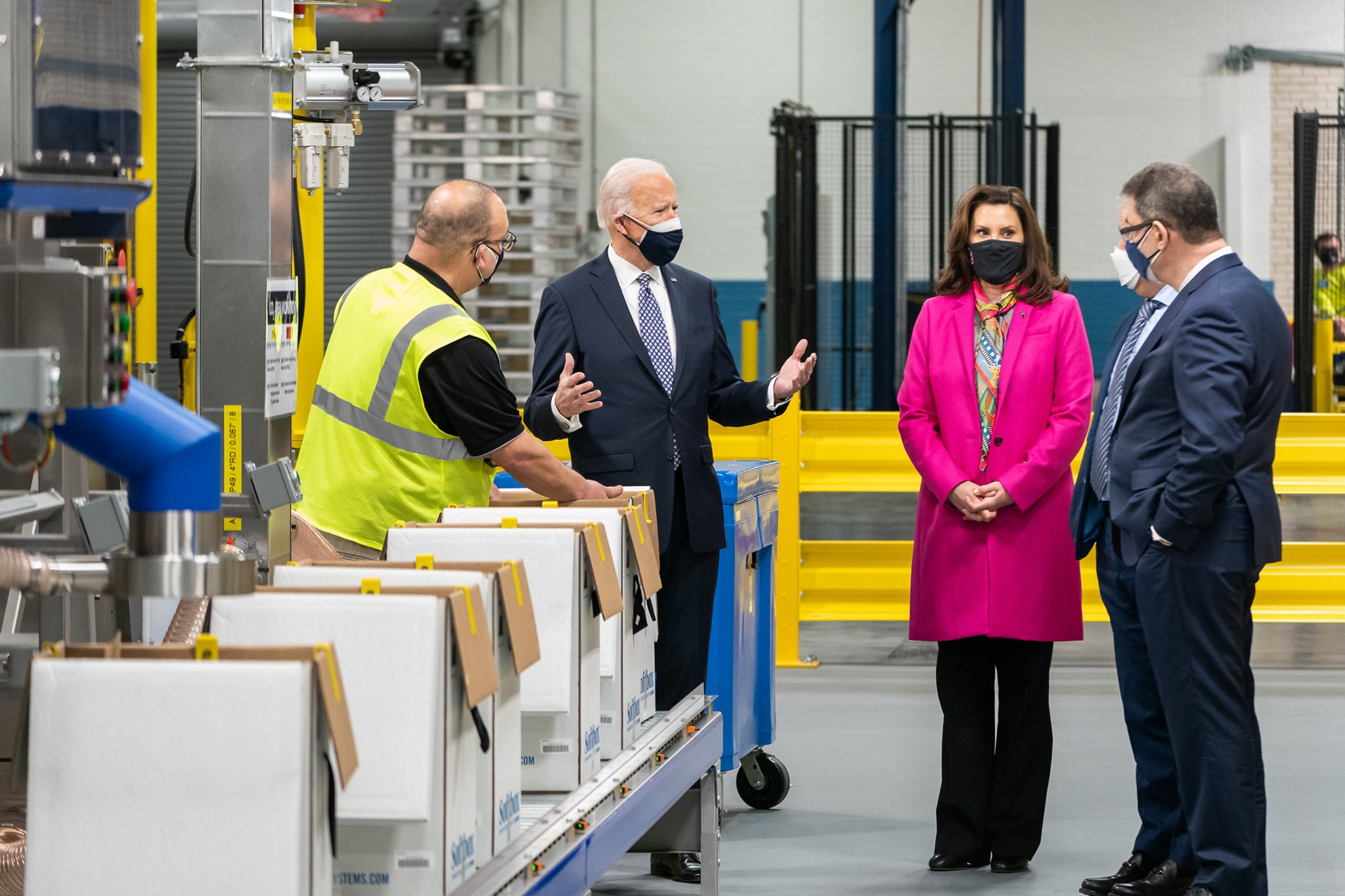
Gretchen Whitmer i Joe Biden w Kalamazoo

3 stycznia 2017 Gretchen Whitmer poinformowała, że zamierza wystartować w wyborach Gubernatora stanu Michigan w 2018 roku. W prawyborach Partii Demokratycznej na to stanowisko uzyskała 586 074 głosów, co pozwoliło jej na uzyskanie nominacji tej partii. W wyborach, które odbyły się 6 listopada 2018, zdobywając 2 256 791 głosów została wybrana Gubernatorem stanu Michigan. Zaczęła pełnić tę funkcję 1 stycznia 2019.
W lutym 2020 roku została wybrana do udzielania odpowiedzi ze strony Partii Demokratycznej wobec orędzia Donalda Trumpa o stanie państwa.
Amerykańskie media spekulowały o możliwym starcie Whitmer w wyborach wiceprezydenckich w Stanach Zjednoczonych w 2020 roku. W marcu została współprzewodniczącą kampanii prezydenckiej Joe Bidena. 27 marca została nazwana przez Donalda Trumpa kobietą z Michigan. Słowa Trumpa były szeroko komentowane przez amerykańskie media. Niektórzy komentatorzy wskazywali, że słowa Prezydenta Stanów Zjednoczonych mogą pomóc Whitmer w wyścigu o nominację Partii Demokratycznej na stanowisko wiceprezydenta Stanów Zjednoczonych. 1 kwietnia Joe Biden oficjalnie poinformował, że rozważa zaproponowanie Gretchen Whitmer kandydowania na stanowisko wiceprezydenta. W styczniu 2021 roku Joe Biden ogłosił, że mianował ją na stanowisko wiceprzewodniczącej DNC.
W listopadzie 2022 roku uzyskała reelekcję.

##### Plany porwania
W październiku 2020 aresztowano 13 osób, związanych ze skrajną prawicą, planujących porwanie Gretchen Whitmer do „bezpiecznego miejsca” w stanie Wisconsin. Według osób spiskujących Whitmer „sprzeniewierzyła się konstytucji Stanów Zjednoczonych”, wprowadzając szerokie obostrzenia, związane z pandemią COVID-19. Do porwania miało dojść przed wyborami prezydenckimi w Stanach Zjednoczonych w 2020 roku. Do budynku parlamentu stanowego Michigan miało wejść 200 mężczyzn, których celem było wzięcie zakładników (w tym Gretchen Whitmer). W razie niepowodzenia Whitmer miała zostać zaatakowana w domu. Osoby planujące porwanie przygotowały koktajle Mołotowa i paralizatory.

## Poglądy polityczne
Określana jest przez amerykańskie media jako pragmatyczna liberałka. Jest za zaostrzeniem przepisów dotyczących posiadania broni, popiera ekspansję programu Medicaid. Wspiera ruch pro-choice oraz rozszerzanie praw i wolności obywatelskich.

## Życie prywatne
Z Garym Shrewsburym, z którym rozwiodła się w 2008 roku ma dwie córki. W 2011 roku wyszła za mąż za dentystę, Marca Mallory’ego, mającego trójkę synów. Mieszka w Lansing wraz ze swoim mężem oraz z pięciorgiem dzieci (z dwójką córek oraz z trójką przybranych synów).

## Wyniki wyborcze

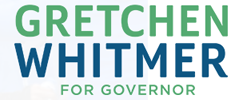
Logo kampanii gubernatorskiej w 2019

| Rok  | Komitet wyborczy    | Komitet wyborczy     | Organ                        | Okręg              | Wynik          |
| ---- | ------------------- | -------------------- | ---------------------------- | ------------------ | -------------- |
| 2000 |                     | Partia Demokratyczna | Izba Reprezentantów Michigan | nr 70              | 17 409 (56,6%) |
| 2002 | nr 69               | Partia Demokratyczna | Izba Reprezentantów Michigan | 18 002 (62,5%)     |                |
| 2004 | nr 69               | Partia Demokratyczna | Izba Reprezentantów Michigan | 26 828 (65,7%)     |                |
| 2006 | Senat Michigan      | Partia Demokratyczna | nr 23                        | 64 404 (69,8%)     |                |
| 2010 | Senat Michigan      | Partia Demokratyczna | nr 23                        | 49 974 (64,0%)     |                |
| 2018 | Gubernator Michigan | Partia Demokratyczna | –                            | 2 256 791 (53,34%) |                |
| 2022 | Gubernator Michigan | Partia Demokratyczna | –                            | 2 430 505 (54,46%) |                |